# Grosvenor (Schiff)
Die Grosvenor war ein Ostindienfahrer, der am 4. August 1782 mit einer offiziellen Ladung im damaligen Wert von 300.000 Pfund Sterling vor der südafrikanischen Ostküste in der Nähe des jetzigen Ortes Port St. Johns Schiffbruch erlitt. Die Grosvenor war über 40 m lang, hatte eine Ladekapazität von 729 Tonnen und war mit 26 Kanonen bewaffnet. Sie war im Oktober 1770 vom Stapel gelaufen und hatte vor ihrer letzten Fahrt viermal die Strecke England-Indien und zurück befahren. Etwa 100 Jahre später wurde nahe der Unglücksstelle der Hafen Port Grosvenor eröffnet, doch bald darauf wieder aufgegeben.

## Die letzte Fahrt
Am 3. Juni 1780 lief die Grosvenor  von Portsmouth unter dem Kommando von Kapitän John Coxon aus, um über Rio de Janeiro nach Madras zu fahren. Von dort aus begab sie sich auf die Rückreise. Am 3. Juni 1782 verließ sie den Hafen von Trincomalee an der Ostküste Sri Lankas. An Bord befanden sich einschließlich der Mannschaft etwa 138 Personen. Hierzu gehörten auch 12 erwachsene Passagiere, zum Teil Frauen, mit ihren Bediensteten und sechs Kindern. Neben der offiziellen Fracht im Wert von 300.000 damaliger Pfund Sterling wurde auch weitere wertvolle Fracht vermutet, da es seinerzeit üblich war, dass Offiziere und Mannschaftsmitglieder der Ostindien-Kompanie auch private Fracht mitführten.

## Der Untergang

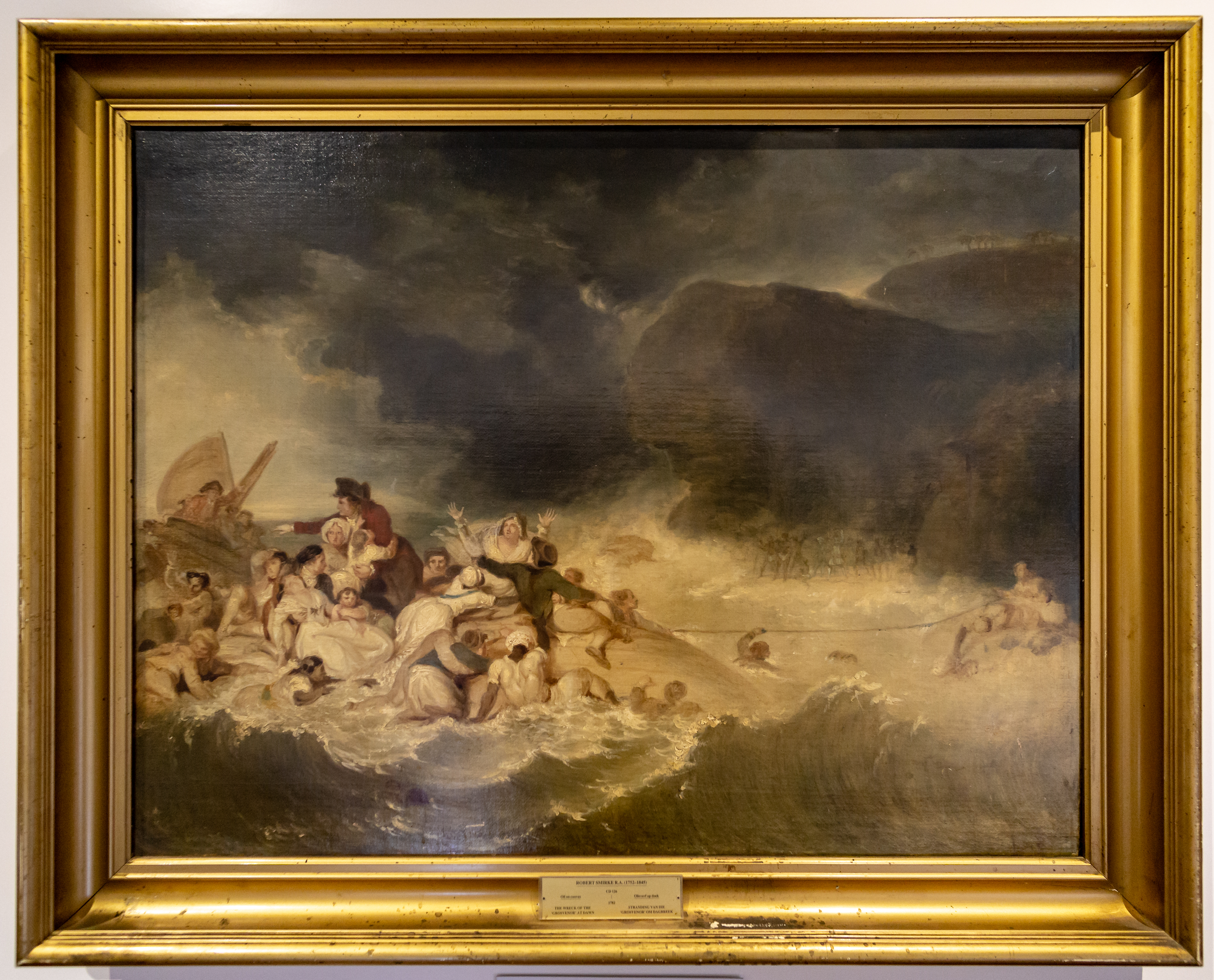
Robert Smirke: Der Schiffbruch der Grosvenor

Kurz nachdem Madagaskar passiert war, kam ein schwerer Wind auf. Kapitän Coxon vermutete aufgrund seiner ungenauen Seekarten, dass er sich noch mindestens 300 Seemeilen östlich der afrikanischen Küste befände. Der Wind verstärkte sich gegen Abend, in der ersten Wache mussten zwischen 20 und 24 Uhr die Segel eingeholt werden. Matrosen beobachteten hierbei zwei Lichter, die sich in der Luft zu befinden schienen, aber nach einiger Zeit verschwanden. Wie sich später herausstellte, handelte es sich um Buschbrände, die scheinbar verschwanden, als die Hügel an der afrikanischen Küste die Buschfeuer im Landesinneren verdeckten. An Bord ging man davon aus, dass es sich wohl um eine Art Polarlicht gehandelt habe. Gegen 03:30 Uhr glaubte ein Matrose Land erblickt zu haben, gegen 4 Uhr erkannten auch andere Matrosen Land. Der herbeigerufene Kapitän befahl abzudrehen, inzwischen war die Brandung deutlich zu erkennen. Kurz darauf lief die Grosvenor auf ein etwa 150 m vor der Küste gelegenes Riff; das Schiff begann vollzulaufen.
Gegen Morgen schwammen drei Besatzungsmitglieder zur Küste, um dort eine Rettungsleine zu befestigen; dabei ertrank einer der Männer. Mit dieser Rettungsleine gelang es mehreren Personen, das Land zu erreichen, etliche konnten sich jedoch nicht halten und ertranken. Das Schiff zerbrach mittlerweile in zwei Teile. Am späten Nachmittag wurde das Heckteil, auf dem sich die meisten Menschen befanden, landwärts in eine seichte Bucht getrieben, so dass alle an Land gebracht werden konnten. Insgesamt waren 15 Personen ertrunken.

## Die Odyssee der Überlebenden
Aufgrund seiner Karten vermutete Kapitän Coxon die nächste niederländische Ansiedlung in einer Entfernung von 16 Tagesmärschen in südlicher Richtung. Da beim Schiffbruch zwar Musketen gerettet werden konnten, aber kein Pulver, sah er es als notwendig an, sich zu dieser Ansiedlung zu begeben. Zwei Besatzungsmitglieder beschlossen, zurückzubleiben und errichteten später ein Steinhäuschen, dessen Ruinen heute noch sichtbar sind. Die übrigen 121 Überlebenden brachen drei Tage nach der Katastrophe am 7. August in Richtung Süden auf. Coxon hatte die Überlebenden in drei Gruppen eingeteilt: vorneweg eine Gruppe von Matrosen unter Leitung des Zweiten Maats William Shaw; dann eine Gruppe, zu der alle Passagiere einschließlich der Frauen und Kinder gehörten, unter dem Befehl des Dritten Maats Thomas Beal. Diese Gruppe führte auch den erkrankten Chef-Maat Alexander Logie in einer Hängematte mit; die restlichen Offiziere und Mannschaftsmitglieder, einschließlich 25 indischer Matrosen, bildeten die abschließende dritte Gruppe unter dem Befehl von Kapitän Coxon. Am 9. August wurden die Überlebenden erstmals von Einheimischen angegriffen. Am folgenden Tag kam es zu einem erneuten Angriff, bei dem der Zunder und Feuersteine verloren gingen. Am übernächsten Tag waren die Trinkwasservorräte aufgebraucht. Mit dem 11. August begann die Gesellschaft, sich aufzulösen, die einzelnen Personen und Grüppchen schlugen sich jeweils einzeln durch die teilweise von feindlichen Gesellschaften bewohnte Wildnis.
Letztlich erreichten nur sechs Überlebende eine niederländische Ansiedlung nahe dem heutigen Port Elizabeth. Obwohl zu diesem Zeitpunkt zwischen England und den Niederlanden Krieg herrschte, sandte der niederländische Gouverneur am 21. Dezember 1782 eine große Expedition, um nach weiteren Überlebenden zu suchen. Sie fand noch sieben weitere Überlebende. Vermisst wurden unter anderem sämtliche Frauen und Kinder.